# Maniraptoromorpha
Maniraptoromorpha — клада целурозаврів-тероподових динозаврів, що включає таксони, такі як Ornitholestes, Compsognathidae і Maniraptoriformes. Було кілька філогенетичних аналізів, які підтвердили угрупування Maniraptoriformes принаймні з вищезгаданим Ornitholestes. Цю групу назвав Андреа Кау, який визначив її як «найбільш інклюзивну кладу, що містить Vultur gryphus Linnaeus, 1758, за винятком Tyrannosaurus rex Osborn, 1905.